# Inatura
Inatura est un musée d’histoire naturelle de la ville autrichienne Dornbirn. Il a succédé en 2003 à l’ancien musée de la nature du Vorarlberg et fut installé sur un ancien site de production dans les jardins de la ville. C’est l’un des trois musées régionaux de Vorarlberg et l’un des plus grands et plus modernes musée d’histoire naturelle de la région du lac de Constance. Le musée comprend aussi un centre de documentation sur la nature et une exposition interactive. 

## Histoire
L’initiateur du musée est Siegfried Fussenegger, qui installa en 1934 un musée d’histoire naturelle privé, repris par la ville de Dornbirn et la région du Vorarlberg en 1957. Fussenegger devint le directeur de la collection rebaptisée « Vorarlberger Naturschau » et rouverte en 1960. La ville de Dornbirn commença à concevoir un nouveau musée d’histoire naturelle en 1997 dans l’ancienne fonderie Rüsch-Werke, fondée en 1827 par Josef Ignaz Rüsch et en activité jusqu’en 1984.  Les travaux durèrent de 2001 à 2003 et le musée Inatura fut inauguré en juin 2003. La surface d’exposition atteint 3000 m². Un parc d’environ 25 000 m² entoure le musée.

## Conception
Les espaces caractéristiques du Vorarlberg (montagne, forêt, eau) constituent le fil rouge de l’exposition. L’exposition permanente « L’homme, ce miracle » (« das Wunder Mensch ») explique ce qui se passe dans notre corps. Les phénomènes techniques et physiques sont expliqués sur des supports interactifs. 
Une boutique, un restaurant avec jardin, une bibliothèque spécialisée et un service pédagogique font partie du musée. 

## Autres activités
Le musée Inatura est le centre de documentation sur la nature du Vorarlberg. Elle rassemble des documents et données régionaux qui permettent d’attester du développement ou de la disparition de certaines espèces animales ou végétales. 
L’inatura est aussi responsable de l’organisation et de la réalisation d’expositions et de manifestations sur le thème de la nature dans toute la région du Vorarlberg. 
Le musée publie aussi différents documents sur la nature et l’environnement, une revue sur les résultats de recherche. 

## Distinctions
Le musée Inatura a reçu en 2005 le prix des musées autrichiens. Il a eu une mention spéciale en 2006 à Lisbonne, lors du 29e prix du musée de l’année (« Museum of the Year Award »), la 2e plus haute distinction  du prix du musée européen. 

## Visiteurs
L’Inatura est depuis plusieurs années le musée le plus fréquenté du Vorarlberg : 
- 2007 : 81 151
- 2009 : 86 128
- 2010 : 114 769
- 2013 : 104 818
- 2016: 107 000[6]